# Рум'янцева Катерина Михайлівна
Княжна Катерина Михайлівна Голіцина (в шлюбі графиня Рум'янцева; нар. 25 вересня 1724 — пом. 22 серпня 1779, Москва, Російська імперія) — статс-дама і гофмейстеріна двору, дружина Петра Рум'янцева-Задунайського.

## Біографія
Народилася 1724 року в сім'ї генерал-фельдмаршала князя Михайла Михайловича Голіцина від другого шлюбу його з княжною Тетяною Борисівною Куракіною. Здобула гарну освіту, добре знала французьку та німецьку мови. Володіла привабливою зовнішністю, була розумна, і при цьому мала значні статки, а також великі родинні зв'язки.
У 1748 році стала дружиною Петра Олександровича Румянцева-Задунайського, але в згоді подружжя жило не більше шести років. У цей час народила доньку і три сини, які стали останніми представниками роду Рум'янцевих, причому всі троє з невідомих причин залишилися неодружені:
- Тетяна, померла в дитинстві.
- Михайло (1751—1811) — генерал, сенатор, дійсний таємний радник.
- Микола (1754—1826) — канцлер, меценат, засновник Рум'янцевського музею.
- Сергій (1755—1838) — дипломат, письменник, організатор Рум'янцевського музею в Петербурзі.

Військова служба віддалила графа Рум'янцева від його родини. У 1762 році Катерина Михайлівна оселилася з дітьми в Москві. У 1764 році Петро Рум'янцев був призначений Катериною II командувачем Української армії.
Катерина Михайлівна приїхала до Глухова, де на той час було місцеперебування Рум'янцева — президента Другої Малоросійської колегії. Але графу через постійні військові дії було не до дружини.
У березні 1767 року за наполяганням чоловіка вона повернулася до Москви — з цього часу і по день своєї смерті вона спілкувалася з чоловіком тільки листами. У своїх листах вона постійно шукала зближення з ним і просила «дозволу» приїхати до нього в Глухів, але їх рідкісні зустрічі вели до ще більшого розладу і роздратування. Виховання дітей лежало цілком на Катерині Михайлівні, батько про них майже не дбав.
У 1773 році в день одруження великого князя Павла Петровича графиня Румянцева була пожалувана в дійсні статс-дами і призначена гофмейстеріною до великої княгині Наталії Олексіївни. З цього часу Катерина Михайлівна проживала в Петербурзі, але коли туди приїжджав граф Петро Рум'янцев, він зупинявся не у неї, а в приготованому для нього від Двору будинку. Вона до нього їздила й іноді у нього обідала.
У 1775 році Катерина Михайлівна їздила до Москви на урочисте святкування переможця-чоловіка, який уклав Кючук-Кайнарджійський договір в результаті російсько-турецької війни. 12 липня 1775 року їй було надано орден святої Катерини малого хреста. У червні 1776 року графиня Рум'янцева їздила зі свитою на зустріч майбутньої великої княгині Марії Федорівни, через Ригу до Мемеля.
Незабаром після весілля великого князя Катерина Михайлівна повернулася до Москви, де 22 серпня 1779 року померла. Була похована в старому соборі Донського монастиря (могила не збереглася, але її місце відомо з архівних даних). Петро Рум'янцев-Задунайський, перебуваючи в Києві на службі, виїхав на її похорон, але вчасно приїхати не встиг.